# Gabriel Attal
Gabriel Attal (Clamart, 16 de marzo de 1989) es un político francés que entre enero y septiembre de 2024 se desempeñó como primer ministro de Francia, convirtiéndose en la primera persona abiertamente homosexual en ocupar dicho cargo, y también en la más joven. Pertenece al partido político Renaissance (anteriormente La République en Marche), del presidente Emmanuel Macron. Ha ocupado distintos cargos ministeriales en el gobierno de Macron.

## Origen y estudios
Nacido de un padre abogado y productor de cine y de una madre empleada de una sociedad de producción.
De padre judío tunecino y de madre de origen ruso de Odesa con raíces griegas, se crio en París. Estudió en la Escuela Alsaciana y posteriormente en el Instituto de Estudios Políticos de París, donde militó en el Partido Socialista. También cursó una licenciatura de Derecho en la Universidad de Panthéon-Assas.

## Carrera política

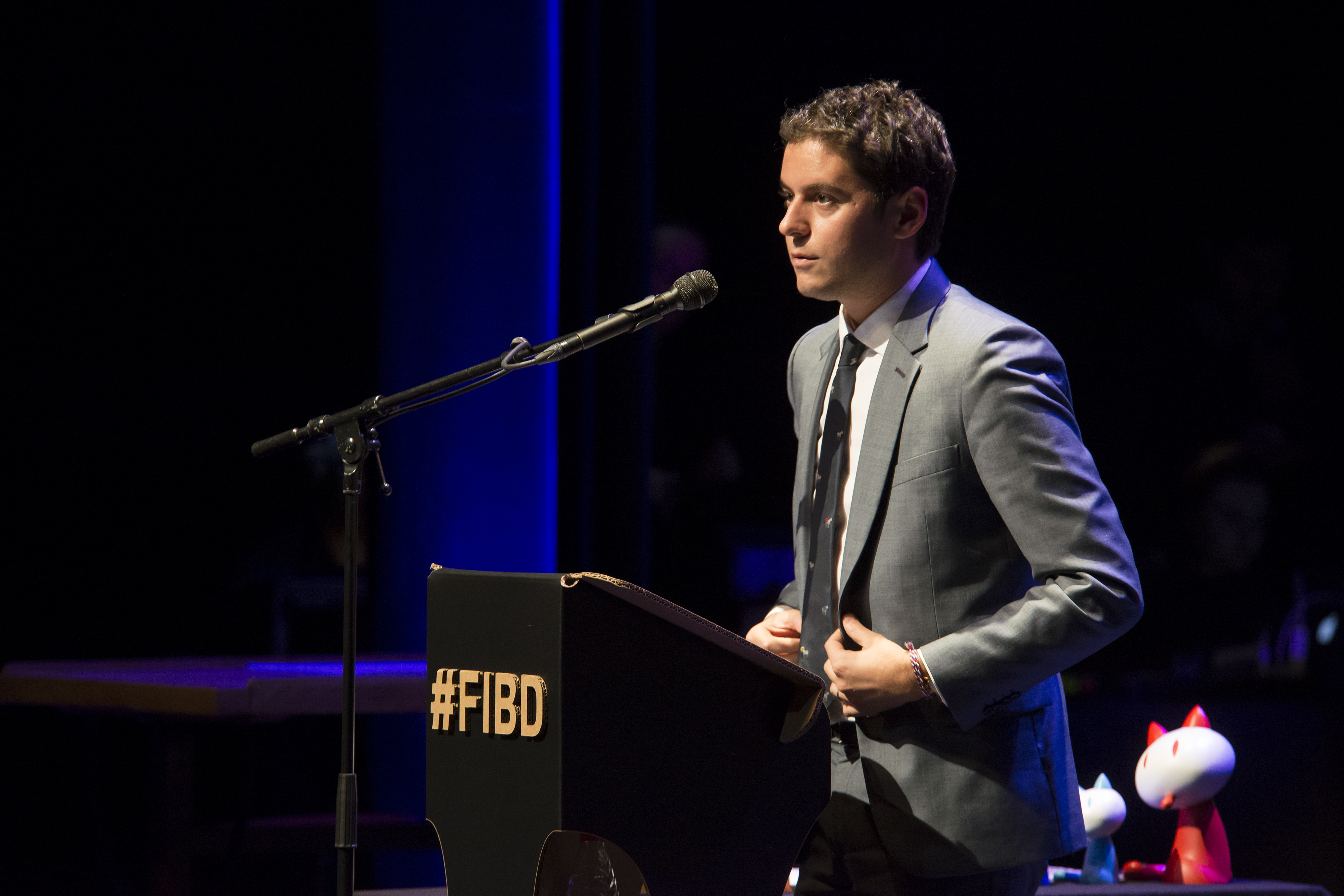
Gabriel Attal dando un discurso en enero de 2019.

Inicialmente miembro del Partido socialista francés, fue elegido concejal de Vanves en 2014 y miembro del gabinete de la ministra de sanidad de 2012 a 2017. En 2017 fue elegido diputado con el partido En Marche!, del que fue portavoz en 2018 y miembro del comité ejecutivo desde julio de 2021. El 16 de octubre de 2018 fue nombrado secretario de Estado en el Ministerio de Educación y Juventud del gobierno de Édouard Philippe, convirtiéndose en el miembro más joven de un gobierno en la V República francesa, y portavoz del Gobierno de Jean Castex de 2020 a 2022. El 20 de mayo de 2022 fue nombrado Ministro delegado de las Cuentas públicas en el gobierno de Élisabeth Borne, durante el segundo mandato del Presidente Macron. En junio de 2022 fue reelegido diputado.
El 20 de julio de 2023 fue nombrado Ministro de Educación Nacional y Juventud. Prohibió el uso de la abaya en las escuelas, en nombre de la laicidad.
Permaneció en el cargo hasta el 9 de enero de 2024, cuando fue nombrado primer ministro, en sustitución de Élisabeth Borne. A los 34 años, se convirtió en la persona más joven en liderar un Gobierno durante la Quinta República, sustituyendo a Laurent Fabius, que fue nombrado en 1984 a los 37 años. 
Tras los malos resultados electorales, en julio de 2024 Attal presentó su dimisión, que fue aceptada por el presidente de la República pero retrasada hasta que pasaran los Juegos Olímpicos de París. En septiembre fue sustituido por Michel Barnier.